# 与勝諸島
与勝諸島（よかつしょとう）は、日本の南西諸島のうち、沖縄諸島の一部をなす島嶼群。沖縄本島中部の勝連半島（与勝半島）の沖合に位置する。沖縄県うるま市に属する。

## 地理
南西諸島中央部の沖縄諸島に含まれ、沖縄本島中部から東へ突出する勝連半島（与勝半島）周辺の太平洋に位置する。沖縄県うるま市に属し、2005年（平成17年）に実施された同市への合併前までは、中頭郡与那城町と勝連町の2町に所属していた。
「うるま変動」と呼ばれる第四紀に琉球列島で起きた地殻変動により、南方の久高島と共に形成された。対岸の沖縄本島からは、島ごとに高さが異なる石灰岩台地を望むことができる。与勝諸島に確認される琉球石灰岩は、すべて新生代の島尻層上部に不整合に覆う。本諸島から南へ続く久高島、沖縄本島の知念半島を取り巻くサンゴ礁は、金武湾と中城湾の海岸にとって自然の防波堤の役割を担っている。
動物相は沖縄本島中部とほぼ同じで、ハブやアカマタ、リュウキュウキジバトの動物が生息している。植物相も沖縄本島と共通している。リュウキュウツチトリモチは、伊計島を北限とし、浜比嘉島と津堅島に見られるが、沖縄本島西海岸域には生息しておらず、本諸島を含む東海岸に分布しているのが特徴である。
主に以下の8島で構成されるが、面積0.01平方キロメートル以上の島は、アフ岩を含めて9島となる。そのうち、有人島は5島である。
| 島嶼名 | 面積(km2) | 人口(人) | 画像 |
| --- | --------- | -------- | ---- |
| 旧・与那城町所属 |           |          |      |
| 伊計島 | 1.72      | 00293    |      |
| 宮城島 | 5.54      | 00835    |      |
| 平安座島 | 5.44      | 1,391    |      |
| 藪地島 | 0.62      | 0000     |      |
| 旧・勝連町所属 |           |          |      |
| 浜比嘉島 | 2.09      | 00477    |      |
| 浮原島 | 0.30      | 0000     |      |
| 南浮原島 | 0.07      | 0000     |      |
| 津堅島 | 1.88      | 00485    |      |
| 出典 - 面積1.00平方キロメートル以上は国土地理院（2023年1月1日現在）、それ未満は沖縄県企画部地域・離島課編（2023年）。 - 人口は平成17年国勢調査（2005年10月1日現在）に基づく。 - 平安座島と宮城島を除く画像の出典は『国土交通省「国土画像情報（カラー空中写真）」（配布元：国土地理院地図・空中写真閲覧サービス）』。 |           |          |      |

その他の島、岩礁を以下に挙げる。
- アギナミ島
- アフ岩
- ギノギ岩
- ゴンジャン岩
- 西ノ岩
- ナンザ島

## 歴史

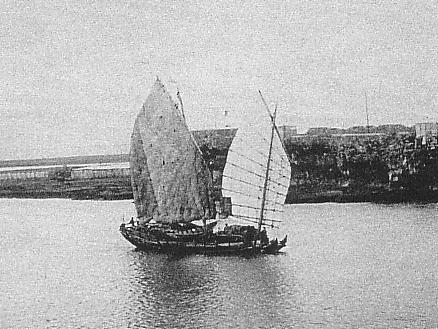
昭和戦前期に撮影された山原船

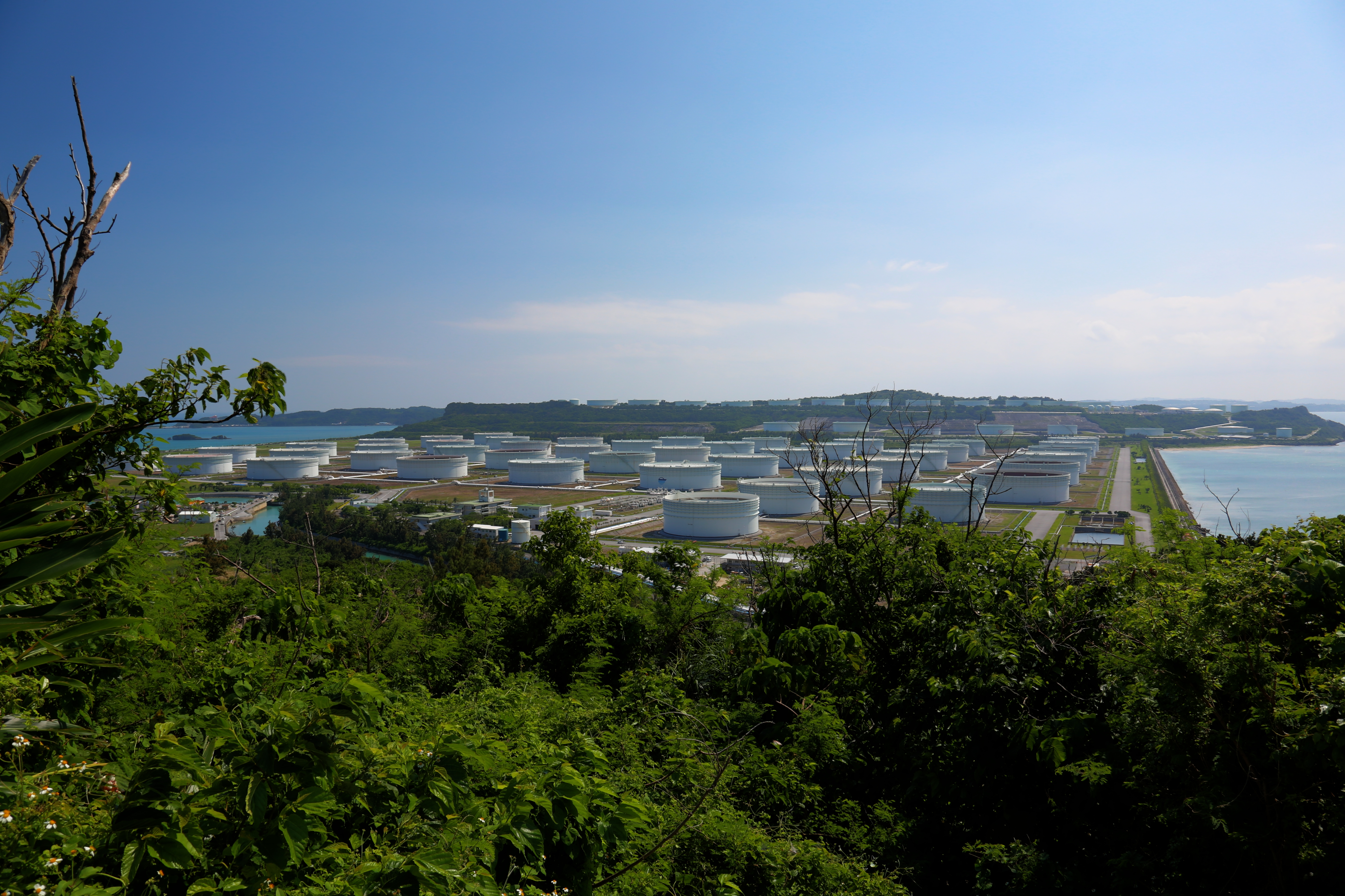
宮城島から望む平安座島の石油備蓄基地（2012年）

名称にある「与勝（よかつ）」は、勝連半島北部を占めた与那城町と南部の勝連町の頭文字を取って名付けられた。勝連半島は与勝半島とも別称され、半島の沖合に位置する両町の島々は「与勝諸島」と呼ばれている。また、有人島は伊計島、宮城島、平安座島、浜比嘉島、津堅島の5島で構成され、これらの島々は合わせて「与勝五島」といわれている。
かつて本諸島と勝連半島の港で造船が営まれ、特に平安座島は沖縄で造船業が盛んな地域として知られていた。また、琉球王国時代から戦前にかけて、沖縄本島北部（山原）と中南部を交易した「山原船」の中心拠点の一つであり、常に数百隻の山原船が平安座島に集まっていた。山原船が活躍していた同時期に平安座島で用いられた「平安座船」は、数隻の小舟を横に組み合わせたもので、奄美群島から沖縄本島東海岸の港を往来し、交易を行っていた。平安座船は「テーサンブニ」もしくは「クミブニ」ともいわれ、戦前の浜比嘉島にも見られたという。最盛期に百隻ほどあった平安座船は、大正時代末期に山原船に取って代わるようになった。沖縄本島北部の「共同店」の存在は、山原船により与勝諸島の島々に周知され、設立されるようになった。
戦前期において、島内の人口増加により、本諸島からハワイやブラジルなどの外国に移民を送り出した。浜比嘉島北東部に位置する大字の「比嘉」は、移民を多く送り出した地域として知られ、明治30年代にハワイへ向かった移民からの送金で家計は潤ったという。
1944年（昭和19年）10月10日、アメリカ軍の空襲で、平安座島に停泊していた200隻以上の山原船が焼失した。津堅島は、沖縄本島東海岸に位置する島で唯一、アメリカ軍の戦闘部隊が上陸した島である。日本軍が駐屯していた津堅島に対して、1945年（昭和20年）4月6日に上陸したアメリカ軍の攻撃により、津堅島は占領され、島民は勝連半島の収容所へ送られた。伊計・宮城・平安座の島民、沖縄本島の屋慶名の一部住民は平安座島の収容所へ移された。
1960年代後半、ガルフ石油は宮城島と伊計島両島の石油基地建設の計画を打ち出したが、宮城島での反対運動により断念した。そこで、ガルフ石油は1968年（昭和42年）に平安座島で石油基地を建設、また、同社進出の条件である海中道路は、1971年（昭和46年）に平安座島と沖縄本島の屋慶名の間で結合され、さらに1974年（昭和49年）に、平安座島と宮城島の間の公有水面が石油基地建設により埋め立てられた。しかし、1965年（昭和40年）に、建設地一円に指定された「与勝海上政府立公園」は、石油関連企業の進出により、日本復帰前に指定が解除された。石油基地からの原油流出事故や海中道路と埋め立てによる海域の潮流変化が社会問題となり、1973年（昭和48年）から1980年（昭和55年）にかけて住民運動が展開された。
沖縄本島と繋がれた平安座島と宮城島に続いて、1982年（昭和57年）に宮城島と伊計島の間に伊計大橋が、1997年（平成11年）に平安座島と浜比嘉島間を浜比嘉大橋が開通した。架橋で沖縄本島と一体化された一方で、乗用車の保有の有無による格差、島内における地域社会の希薄化が指摘されている。また、2012年（平成24年）に、架橋された島々に所在する6つの小中学校の閉校に伴い、平安座島に「彩橋小中学校」として新設統合されるなど、架橋により島内の施設が削減されている。

## 交通

### 陸上交通
津堅島を除く全ての有人島と無人島の藪地島は、架橋により沖縄本島と接続されている。1991年（平成3年）に、伊計島と沖縄本島間の道路を「伊計屋慶名線」、浜比嘉島大橋を「浜比嘉平安座線」として沖縄県道へ編入された。
平安座島と沖縄本島の海域は、「ウランタゥー」または「ウラモト」と呼ばれ、海中道路開通前まで、島民は干潮時に徒歩で往来していた。戦後には、干潮時に「海上トラック」が走行していた。宮城島と平安座島間の「ダネーグフ」は、干潮時に馬を連れて渡れたが、石油基地建設により埋め立てられ、両島に「桃原橋」が架けられた。
また、公共交通として、勝連半島東端部の屋慶名地区と平安座島・浜比嘉島・宮城島・伊計島を結ぶ路線バスが平安座総合開発により運行されている。

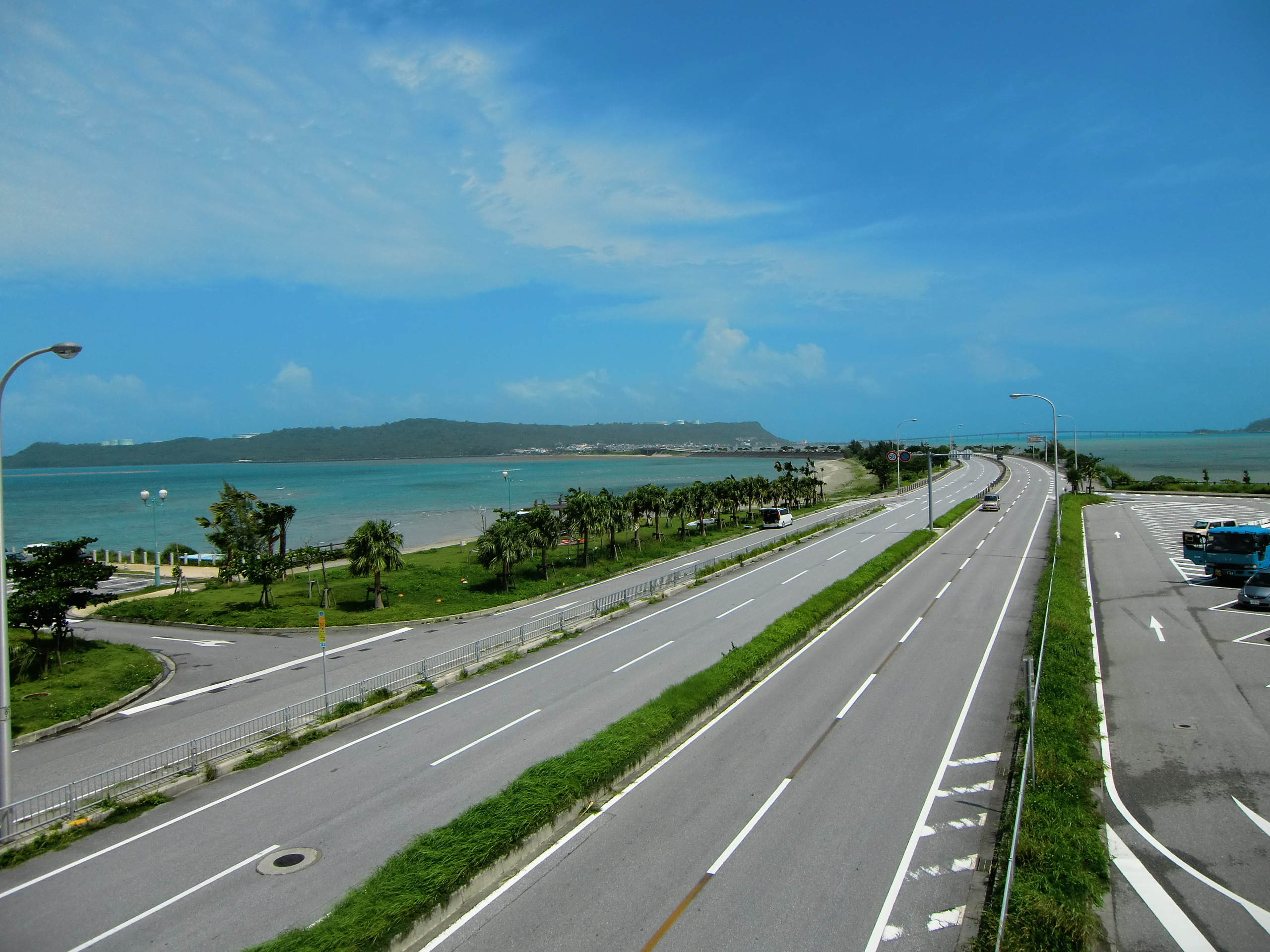
海中道路

| 連結                | 橋など     | 延長 (m) | 開通年月日    |
| ------------------- | ---------- | -------- | ------------- |
| 沖縄本島 - 平安座島 | 海中道路   | 4,240    | 1999年3月15日 |
| 平安座島 - 宮城島   | 桃原橋     | 17       | 1973年2月     |
| 宮城島 - 伊計島     | 伊計大橋   | 198      | 1982年4月8日  |
| 平安座島 - 浜比嘉島 | 浜比嘉大橋 | 900      | 1997年2月7日  |
| 沖縄本島 - 藪地島   | 藪地橋     | 193      | 1985年7月29日 |

### 海上交通
2021年（令和3年）10月1日現在、津堅島は、与勝半島の平敷屋港の間を1日5便で運航している。
架橋前の伊計島は、宮城島の池味港からの渡船で結ばれていた。また、浜比嘉島は「浜」と「比嘉」の2か所からそれぞれ、沖縄本島の屋慶名港まで運航していた。